# Кохи, Марк
Марк Кохи (англ. Mark Caughey; род. 27 августа 1960, Белфаст) — североирландский футболист, нападающий.

## Карьера

### Клубная карьера
Во взрослом футболе дебютировал в 1978 году в клубе «Гленторан», где провёл два сезона, после чего перешёл в «ПСНИ».
В 1985 году подписал контракт с «Линфилдом», в составе которого в первом же сезоне стал чемпионом Северной Ирландии. С 1986 по 1988 год выступал за шотландские клубы «Хиберниан», «Гамильтон Академикал» и «Мотеруэлл», но нигде надолго не задерживался. Кроме того, в 1987 году он непродолжительное время находился в аренде в английской команде «Бернли».
В 1988 году присоединился к клубу «Ардс», а спустя сезон стал выступать за «Бангор». В 1992 году вернулся в состав «Гленторана», где в первом же сезоне стал обладателем Суперкубка Северной Ирландии. В 1993 году перешёл в «Лимавади Юнайтед». Завершил карьеру футболиста в 1996 году в клубе «Портстьюарт» в возрасте 36 лет.

### Карьера в сборной
В 1986 году дебютировал в официальных матчах в составе сборной Северной Ирландии. В составе национальной команды принял участие в двух товарищеских матчах, а также представлял страну на чемпионате мира в Мексике.
Всего в составе сборной принял участие в двух матчах, не отметившись забитыми мячами.

## Достижения
«Линфилд»
- Чемпион Северной Ирландии: 1985/86

«Гленторан»
- Обладатель Суперкубка Северной Ирландии: 1992